# Augusta (prénom)
Pour les articles homonymes, voir Augusta.
Cette page présente le prénom Augusta ainsi que ses variantes.
Augusta est un prénom féminin d'origine latine utilisé dans plusieurs langues dont l'italien, l'allemand et l'anglais.

## Origine
Issu du nom latin Augustus de l'empereur romain Auguste, le prénom féminin Augusta pourrait dériver du titre d'Augusta utilisé par les impératrices romaines et byzantines ou dériver du prénom masculin Auguste.

## Fête
Les Augusta sont fêtées en même temps que les prénoms masculins Auguste, Augusto et Gustave, le 28 ou 29 février en l'honneur de saint Auguste Chapdeleine (1814-1856) ou le 7 octobre en l'honneur de saint Auguste de Bourges (mort en 560).

## Variantes linguistiques
- en allemand : Augusta, Auguste[1]
- en anglais : Augusta[1]
- en hongrois : Auguszta
- en italien : Augusta[1]
- en néerlandais : Gusta[1]
- en néerlandais : Guusje[1](prénom portés par des personnalités telles que Guusje Nederhorst et Guusje Steenhuis)

## Personnalités
Pour les articles sur les personnes portant ce prénom, consulter les listes générées automatiquement pour Augusta.